# Macrocentrus turkestanicus
Macrocentrus turkestanicus är en stekelart som först beskrevs av Telenga 1950.  Macrocentrus turkestanicus ingår i släktet Macrocentrus och familjen bracksteklar. Inga underarter finns listade i Catalogue of Life.